# برلمان بولندا
برلمان بولندا (بالإنجليزية: Parliament of Poland)‏ هي الهيئة التشريعية في بولندا، تتكون من المجلس الأعلى مجلس شيوخ بولندا
الذي يضم 100 مقعداً، والمجلس الأدنى سيم الذي يضم 460 مقعداً.